# John Burton (acteur)
Pour le diplomate et haut-fonctionnaire australien, voir John Burton.
John Burton est un acteur américain du cinéma muet, né dans le Wisconsin, le 7 janvier 1853, et mort d'une hémorragie cérébrale le 25 mars 1920 à Los Angeles (Californie).

## Filmographie partielle
- 1913 : Shon the Piper de Otis Turner
- 1914 : Discord and Harmony de Allan Dwan
- 1914 : The Menace to Carlotta de Allan Dwan
- 1914 : The Tragedy of Whispering Creek de Allan Dwan
- 1914 : The Forbidden Room de Allan Dwan
- 1914 : The Ghost Breaker de Oscar Apfel et Cecil B. DeMille
- 1916 : Madeleine (The Making of Maddalena) de Frank Lloyd
- 1917 : A Kiss for Susie de Robert Thornby
- 1917 : The Bond Between de Donald Crisp
- 1918 : L'Enfant de la forêt (M'Liss) de Marshall Neilan
- 1918 : La Blessure qui sauve (The Hidden Pearls) de George Melford
- 1918 : Up Romance Road de Henry King
- 1920 : The Scoffer de Allan Dwan
- 1920 : In the Heart of a Fool de Allan Dwan